# Bacchante à la grappe
Bacchante à la grappe ou Bacchante à l'Amour est une œuvre sculpturale en bronze réalisée par Jean-Léon Gérôme, célèbre peintre et sculpteur français du XIXe siècle. Fondue vers 1892 par le fondeur Siot-Decauville, cette sculpture existe en plusieurs modèles de tailles variées. Selon l'historien de l'art Ackerman, il en existe trois tailles principales : 35 cm, 58 cm et 96 cm.

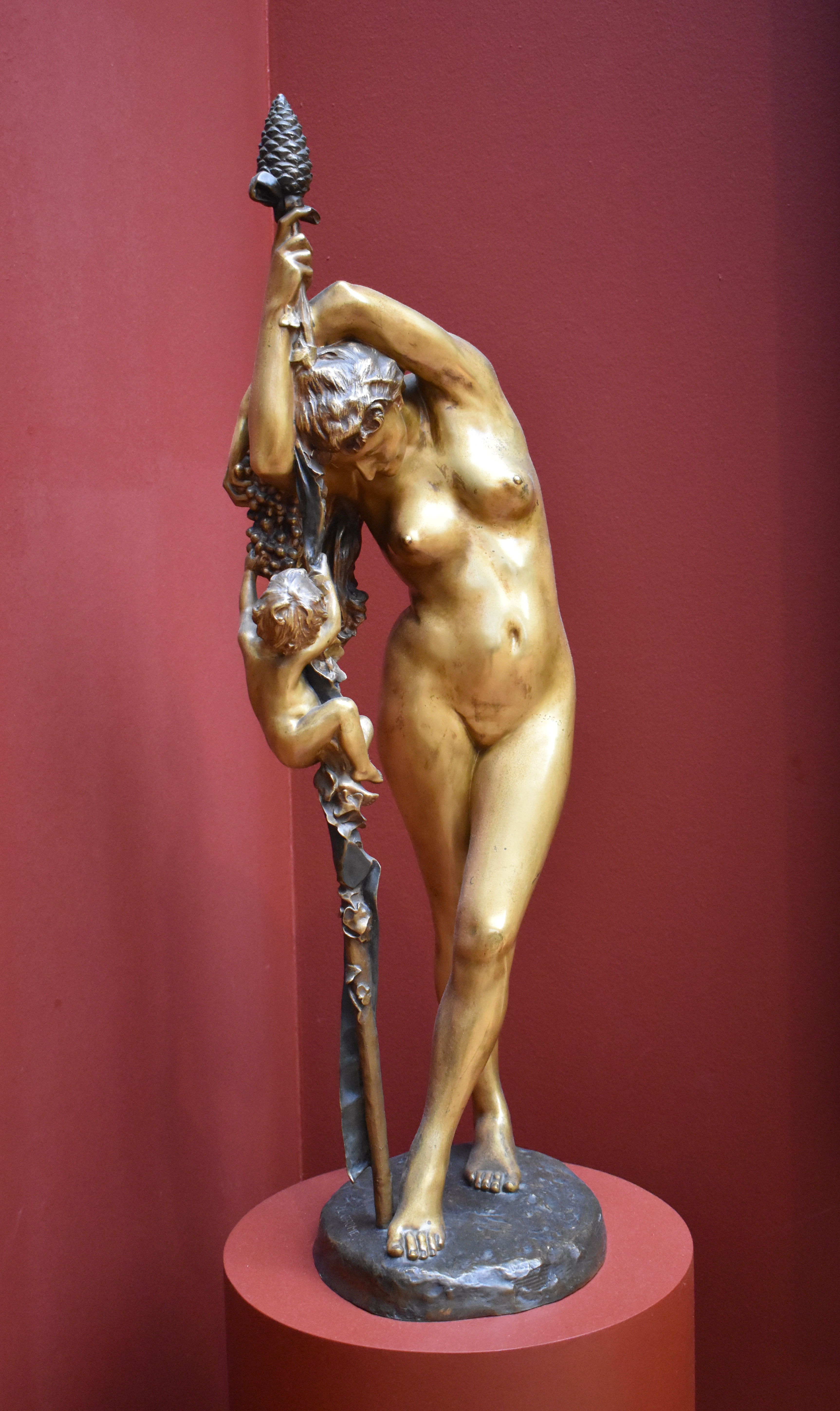
Bacchante à la grappe.

L'exemplaire exposé au Musée des Beaux-Arts de Bordeaux mesure 96,5 cm de hauteur, 29,3 cm de largeur et 25 cm de profondeur. Il porte la signature « JL. GEROME » ainsi que le cachet du fondeur Siot-Decauville. Cette pièce a été acquise par le musée en 2019, après une préemption de la ville de Bordeaux lors d'une vente publique. Cette acquisition a été réalisée avec le soutien du Service des musées de France. La sculpture est en bronze, avec une patine dorée pour le corps et une finition brun mat pour les cheveux et le thyrse.
La sculpture représente une bacchante nue, debout, les bras relevés, tenant un thyrse sur lequel Dionysos, sous la forme d’un putto, grimpe pour saisir une grappe de raisin. Ce sujet s'inscrit dans l'intérêt de Gérôme pour la mythologie gréco-romaine et ses allégories. L'œuvre est une réinterprétation d'un tableau réalisé par Gérôme en 1873, intitulé Une Bacchante, qui explore également le thème de la bacchante, associée au dieu Dionysos, symbole de la fête, de la vigne et de l’ivresse.
La Bacchante à la grappe témoigne de la capacité de Gérôme à fusionner la rigueur académique de la sculpture avec l’expression de la mythologie antique, marquant son attachement à des sujets classiques et ses recherches dans le domaine de l’esthétique du corps humain.

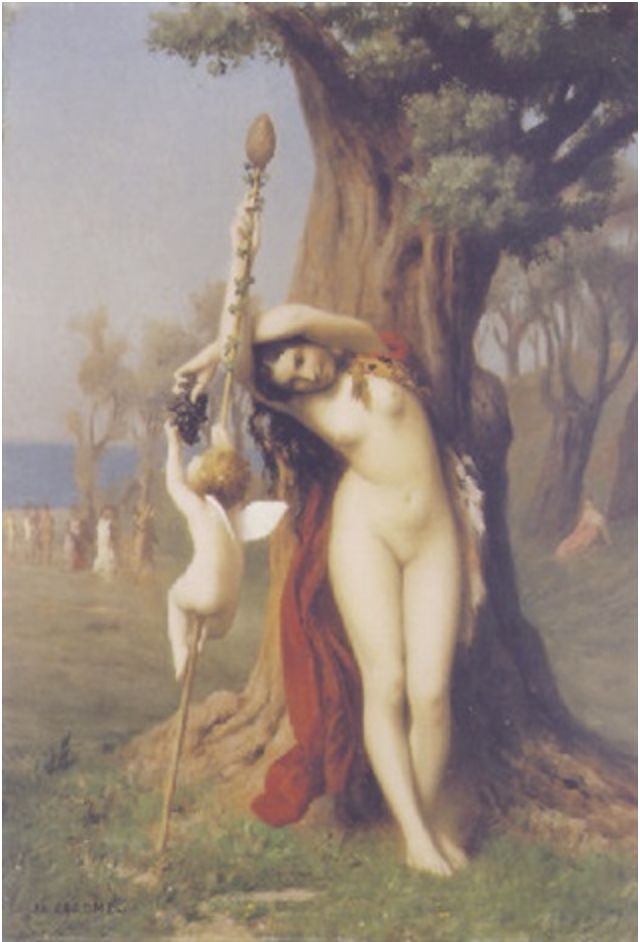
Une Bacchante de 1873.